# مالکوم نوکس
مالکوم نوکس (انگلیسی: Malcolm Nokes؛ ۲۰ مه ۱۸۹۷ – ۲۲ نوامبر ۱۹۸۶ (aged 89)) ورزشکار دو و میدانی اهل بریتانیا بود.